# Kevin Kraus
Kevin Kraus (Wiesbaden, región de Hesse, 12 de agosto de 1992) es un futbolista alemán que juega como defensa en el S. C. Idar-Oberstein de la Oberliga Rheinland-Pfalz/Saar alemana.

## Clubes
| Club                              | País     | Año       |
| --------------------------------- | -------- | --------- |
| Eintracht Fráncfort II            | Alemania | 2010-2011 |
| SpVgg Greuther Fürth              | Alemania | 2011-2014 |
| 1. F. C. Heidenheim 1846 (cedido) | Alemania | 2013      |
| 1. F. C. Heidenheim 1846          | Alemania | 2014-2018 |
| 1. F. C. Kaiserslautern           | Alemania | 2018-2024 |
| S. C. Idar-Oberstein              | Alemania | 2025-     |